# دماء والطائیین
شهرستان دماء والطائیین  (به عربی:  ولایة دماء والطائیین )     
یکی از شهرستانهای منطقه شرقی  در کشور پادشاهی عمان است. 

## جمعیت
جمعیت آن  در حدود ۱۷۰۱۳  هزار نفر می‌باشد.